# خط قرمز (فیلم)
خط قرمز یک فیلمِ سینماییِ تریلرِ سیاسی به کارگردانی و نویسندگیِ مسعود کیمیایی است، بر اساسِ شب سمورِ بهرام بیضایی و ساخته به سالِ ۱۳۶۰.

## داستان
عروسیِ یک مأمورِ ساواک به نامِ امانی با زنی به اسمِ لاله است. در جریانِ انقلاب برادرِ لاله به دستِ ساواک می‌افتد و امانی رأی به قتلش می‌دهد. لاله، با کمکِ اطّلاعاتی که دوستِ برادرش می‌دهد، پی به ساواکی بودنِ شوهرش می‌برد و او را بازخواست می‌کند.

## فیلم‌نامه
بهرام بیضایی فیلم‌نامهٔ شب سمور را سالِ ۱۳۵۹ نوشت؛ و سالِ بعد، پس از آن که ساختنِ فیلمش ممکن نشد و متن برای ساختِ فیلم به مسعود کیمیایی واگذار شد، منتشر کرد. کیمیایی فیلم‌نامه را با نامِ جدید بازنوشت و فیلم کرد. فصلی از این فیلم‌نامه در کتابِ مجموعهٔ مقالات در نقد و معرفی آثار مسعود کیمیایی (۱۳۶۴) آمده است.

## ساخت
مسعود کیمیایی در ۲۷ فروردینِ ۱۳۶۰ فیلم‌نامهٔ شب سمورِ بهرام بیضایی را ازش خرید. سپس فیلم‌نامه را بازنوشت و با نامِ خط قرمز به فیلم درآورد.

## سازندگان

### بازیگران و صداپیشگان
| بازیگر            | نقش         | گوینده           |
| ----------------- | ----------- | ---------------- |
| سعید راد          | امانی       | منوچهر اسماعیلی  |
| فریماه فرجامی     | لاله        | مهین کسمایی      |
| ایرن زازیانس      | مادرِ لاله   | شهلا ناظریان     |
| خسرو شکیبایی      | جمال        | ناصر طهماسب      |
| کوروش افشارپناه   | زندانی      | منوچهر والی‌زاده  |
| علی محزون         | پدرِ لاله    | حسین معمارزاده   |
| احمد قدکچیان      | پدرِ امانی   | اکبر منانی       |
| توران مهرزاد      | مادرِ امانی  |                  |
| سعید پیردوست      | رئیس        | ناصر طهماسب      |
| گیسو خردمند       | سیما        | مینو غزنوی       |
| امرالله صابری     | دوستِ امانی  | امیرهوشنگ قطعه‌ای |
| جمشید هاشم‌پور     | مأمورِ ساواک | حسین عرفانی      |
| سعید امیر سلیمانی | مأمورِ ساواک | منصور غزنوی      |
| علی ثابت‌فر        | مأمورِ ساواک | حسین عرفانی      |
| جلال پیشوائیان    | پدرِ جمال    | حسین عرفانی      |
| عبّاس قاجار        |             |                  |
| جلال عالی‌فکر      |             |                  |

سرپرستِ گویندگان: منوچهر اسماعیلی

### عوامل
- دستیارِ کارگردان: محمّد تراب‌نیا
- منشیِ صحنه: بیتا میلانی
- گریم: فرهنگ معیّری

## نمایش
خط قرمز در نخستین دورهٔ جشنوارهٔ فیلمِ فجر در تهران در ۱۹ بهمنِ ۱۳۶۱ در سینما آزادی و فردایش در سینما عصر جدید به نمایش درآمد.

### توقیف
کیمیایی تغییراتی در فیلم داد تا مبارزِ چپ‌گرای فیلم را اسلام‌گرا بنماید تا مگر فیلم جوازِ نمایشِ همگانی بگیرد. ولی سالِ ۱۳۶۰، هم‌زمان با پایانِ فیلم‌برداریِ این فیلم، قانونِ حجاب در سینما تصویب شد؛ و این فیلم به خاطرِ بی‌حجابیِ بازیگرانِ زنش توقیف شد؛ و ۳۷ سال بعد در ۱۴ اسفندِ ۱۳۹۷ به نمایش درآمد.